# Nathan Söderblom
Lars Olof Nathan Söderblom (Trönö, Suècia 1866 - Uppsala 1931) fou un teòleg i religiós luterà suec que fou guardonat el 1930 amb el Premi Nobel de la Pau.

## Obres destacades
Dins la seva obra de doctrina luterana ressalten les següents obres: 
- Die Religionen der Erde (Les religions de la Terra, 1905)
- Natürliche Theologie und allgemeine Religionsgeschichte (Teologia natural i història general de les religions, 1913)[3]
- Einführung in die Religionsgeschichte (Introducció a la història de les religions, 1920).